# Cistothorus apolinari
Carriça-de-apolinar ou corruíra-do-páramo (Cistothorus apolinari) é uma ave passeriforme da família Troglodytidae. É endémica das zonas andinas da Colômbia. Os seus habitats naturais são: regiões subtropicais ou tropicais de pastagens de alta altitude (entre 2500 e 4000 metros de altitude), lagos de água doce e pântanos de água doce. Está ameaçada por perda de habitat.
Esta espécie de pássaro é pequeno, mede na média de 13 cm de comprimento, têm cabeça marrom, manchas cinzentas ao redor dos olhos, dorso escuro com listras e cauda avermelhada.